# Magharat at-Tabun

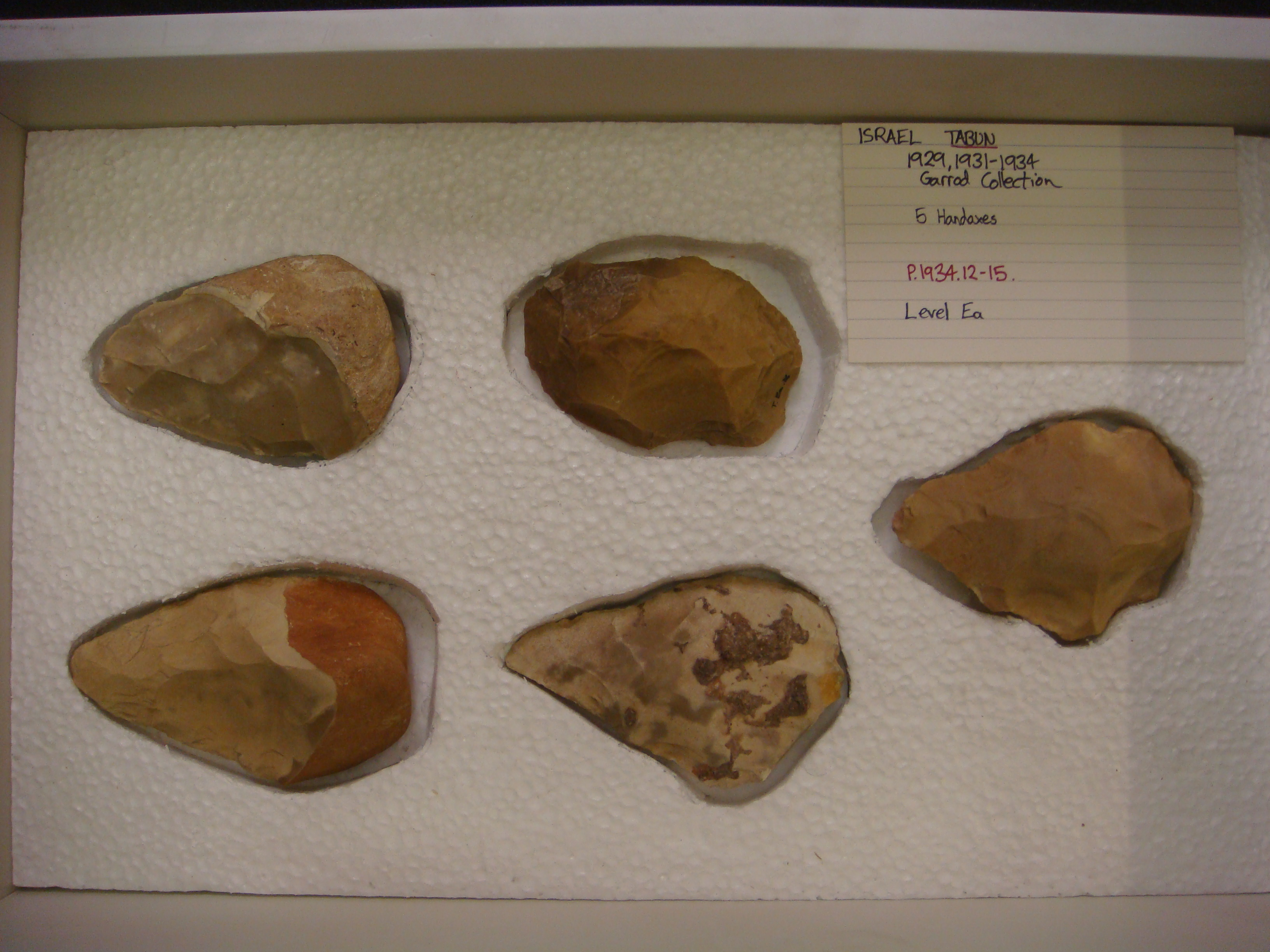
Pięściaki wydobyte z jaskini Tabun, ze zbiorów British Museum

Magharat at-Tabun (arab. ‏مغارة الطابون‎, Maghārat at-Tābūn, dosł. „Jaskinia Pieca”; hebr. ‏מערת תנור‎, Me’arat Tannur) – jaskinia położona w wadi Nachal Me’arot (arab. Wadi al-Maghara) w północnym Izraelu, w paśmie Góry Karmel, niedaleko Hajfy. Paleolityczne stanowisko archeologiczne.
Stanowisko było badane w latach 1929–1934 przez Dorothy Garrod i Dorotheę Bate oraz w latach 1967–1972 przez Arthura Jelinka. Wykopaliska dostarczyły jedną z najdłuższych sekwencji stratygraficznych na obszarze Bliskiego Wschodu, miąższość osadów wynosi 24,5 m. Kolejne warstwy odpowiadają przemysłom tajackim (G), aszelskim (F), aszelsko-jabrudzkim zwanym też od położenia jaskimi mugharskimi (E) oraz mustiersko-lewalualskim (D, C, B). Chronologia warstwy E określana jest na między 350 a 270 tys. lat temu, warstwy D 290–250 tys. lat temu, zaś warstwy B 80–50 tys. lat temu.
W jaskini odkryto szereg narzędzi kamiennych i kości zwierzęce, a także szczątki ludzkie: częściowo zachowany szkielet kobiety, kompletną żuchwę, trzon kości udowej oraz kości nadgarstka i dłoni. Ich interpretacja jest problematyczna, zarówno jeśli chodzi o stratygrafię (warstwa C lub B) jak i pozycję taksonomiczną (neandertalczyk lub archaiczny przedstawiciel Homo sapiens).